# Çiftlikköy, Domaniç
Çiftlikköy là một xã thuộc huyện Domaniç, tỉnh Kütahya, Thổ Nhĩ Kỳ. Dân số thời điểm năm 2008 là 142 người.